# بيري روبنسون
بيري روبنسون (بالإنجليزية: Perry Robinson)‏ هو كاتب سير ذاتية وكاتب أمريكي، ولد في 17 سبتمبر 1938 في نيويورك في الولايات المتحدة، وتوفي في 2 ديسمبر 2018.

## وصلات خارجية
- بيري روبنسون على موقع ميوزك برينز (الإنجليزية)
- بيري روبنسون على موقع أول ميوزيك (الإنجليزية)
- بيري روبنسون على موقع ديسكوغز (الإنجليزية)